# Лаптиха (Тверская область)
Лаптиха — деревня в Бежецком районе Тверской области, административный центр Лаптихинского сельского поселения. 

## География
Деревня находится на автодороге 28К-0058 Тверь — Устюжна в 12 км на юго-запад от районного центра Бежецка.

## История
В конце XIX — начале XX века деревня входила в состав Скорыневской волости Бежецкого уезда Тверской губернии. 
С 1929 года деревня являлась центром Лаптихинского сельсовета Бежецкого района Бежецкого округа Московской области, с 1935 года — в составе Калининской области, с 2005 года — центр Лаптихинского сельского поселения.
В годы Советской Власти в деревне существовал колхоз «Победитель».
До 2011 года в деревне действовала Лаптихинская основная общеобразовательная школа.

## Население
| 1859 | 1989 | 2008 | 2010 |
| ---- | ---- | ---- | ---- |
| 235  | ↗290 | ↘246 | ↘236 |

## Инфраструктура
В деревне расположены детсад, дом культуры, фельдшерско-акушерский пункт, отделение почтовой связи.